# Вантуз (инструмент)

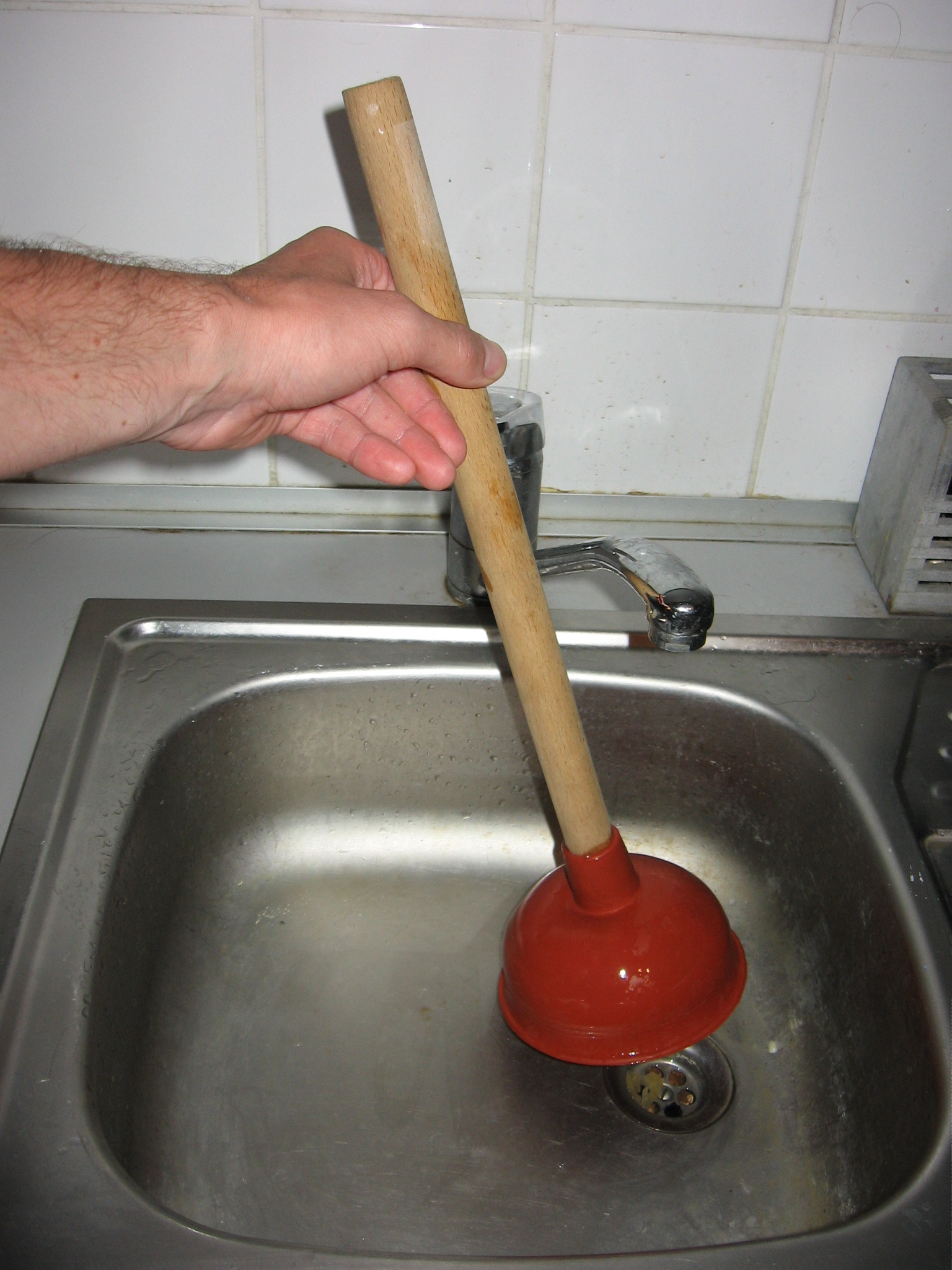
Применение ручного вантуза

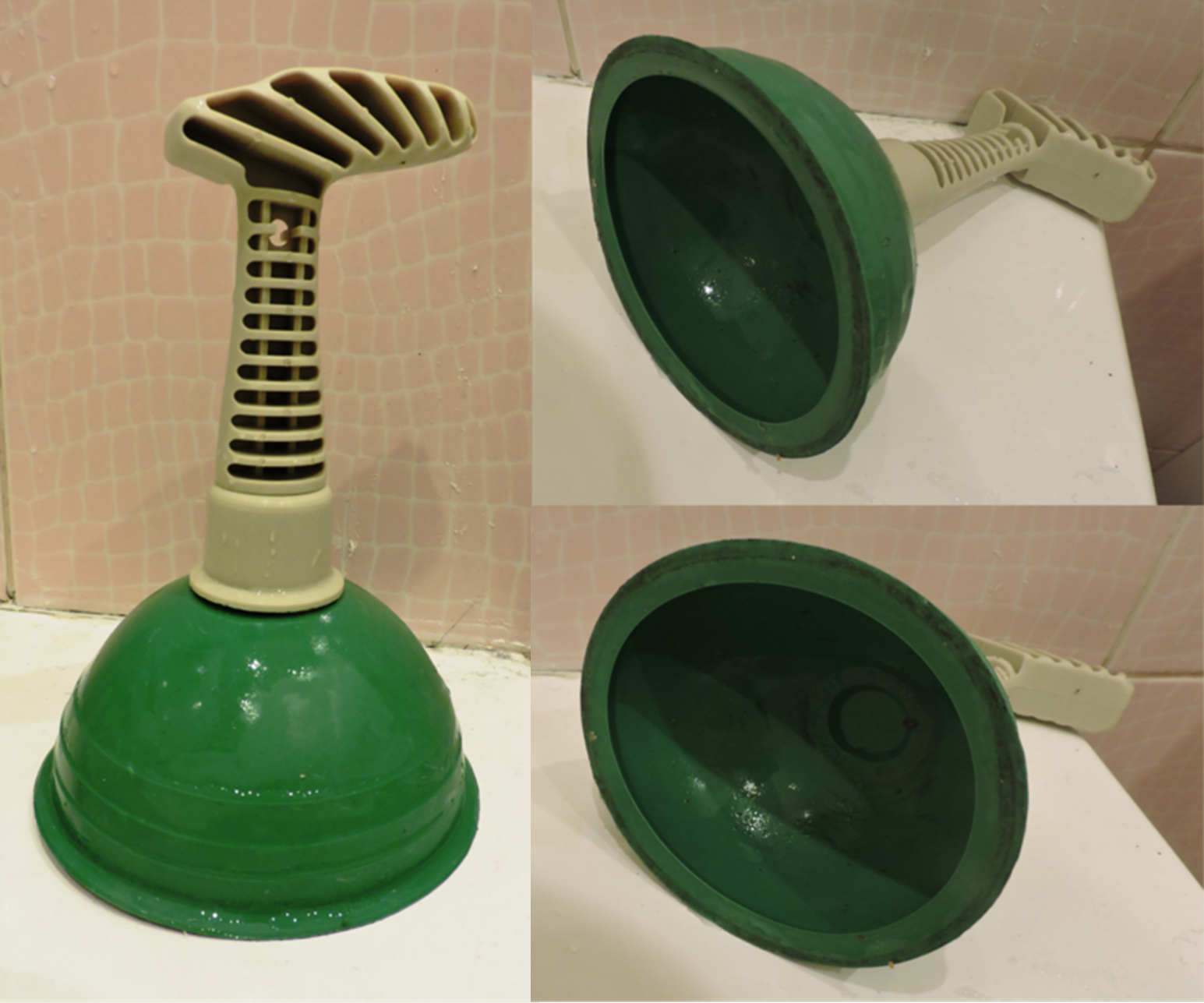
Вантуз малый (общий вид, клапан и его нутро)

Ва́нтуз (от фр. ventouse — «стеклянная медицинская банка»; также квач) — сантехнический инструмент для механической прочистки засоров в трубах канализации и удаления из них воздуха, препятствующего движению воды, а также использования эффекта «гидравлического удара» для продавливания небольших пробок-засоров. Состоит из резинового клапана и ручки. Вантуз был придуман в 1874 году кондитером из Нью-Йорка Джоном Хоули.
Существуют пневматические вантузы, оснащенные поршневым насосом, ресивером, клапаном и насадкой (для разных видов слива в раковинах и ваннах и для унитазов), некоторые модели даже оснащаются манометром, правда они значительно дороже по сравнению с классическими вантузами.

## Название
Происходит от фр. ventouse, первоначально означавшего «стеклянную медицинскую банку». Слово заимствовано в XIII веке из медицинской латыни: лат. ventosa — медицинская банка, букв. «надутая» < лат. ventus — ветер. В начале XIX века у этого слова появляются переносные значения: так стали называть пиявок, а также органы дыхания некоторых животных. В XX веке название перешло на резиновые колпачки («присоски»), способные плотно прижиматься к плоской поверхности под давлением воздуха.
Ударение во французском слове — на последний слог. Некоторые словари указывают произношение ванту́з.

## Принцип действия
Принцип действия бытового вантуза аналогичен принципу насоса. Клапаном вантуза накрывают сливное отверстие раковины, ванны или другое подобное отверстие. Затем совершают возвратно-поступательные движения ручкой — чередуют оттягивания ручки и нажимы на клапан. При оттягивании ручки вода устремляется по трубе наружу, следуя за отодвигающимся клапаном. При нажиме вода по инерции продолжает подниматься вверх и частично вытекает из-под краёв вантуза. Таким образом, происходит откачка воды, воздуха и грязи наружу.
В случае пневматического вантуза воздух накачивается ручным насосом в ресивер (некоторые модели рассчитаны на давление до 8 бар), стравливание воздуха происходит быстро через клапан, который приводится курком.